# Vega program
A Vega szovjet űrszondákat a Vénusz, (oroszul Венера) és a Halley-üstökös (oroszul kомета Галлея) tanulmányozására bocsátották fel. 1984-ben két űrszonda indult Bajkonurból a Halley-üstökös felé. A Vega-1 és Vega-2 építésében több ország, köztük Magyarország is részt vett. A két szonda sikeresen vizsgálta az üstökös magját, és időközben a Vénuszt is megközelítette. A fedélzeten elhelyezett műszerek egy részét a KFKI-ban építették meg.

## Vega szondák
| Űrszonda | Indítás            | Vénusz megközelítése | Halley megközelítése |
| -------- | ------------------ | -------------------- | -------------------- |
| Vega–1   | 1984. december 15. | 1985. június 11.     | 1986. március 6.     |
| Vega–2   | 1984. december 21. | 1985. június 15.     | 1986. március 9.     |

## Külső hivatkozások
- Magyar részvétel a Vega-programban (angolul a KFKI honlapján)